# Nu-mi lua iubirea
Nu-mi lua iubirea este al cincilea album de studio lansat de muziciana Angela Similea, fiind și primul lansat în colaborare vocală alăuri de compozitorul și cântărețul Marius Țeicu. Prima versiune, cea pe vinil, a fost lansată pe 6 aprilie 1987,, în timp ce o variantă pe casetă a fost lansată un an mai târziu, pe 13 decembrie 1988. Albumele se diferențiază prin imaginea de pe copertă, prin faptul ca versiunea de pe casetă nu precizează numele albumului, purtând titlul Angela Similea și Marius Țeicu și prin faptul că versiunea de pe casetă incluse câteva piese bonus. "Nu voi putea uita niciodată" și "Cineva" au fost înregistrate la începutul deceniului, prima piesă apărând anterior pe albumul Trăiesc.
Cântecul "Nu-mi lua iubirea", inclus anterior pe lansarea pe casetă a albumului Balada iubirilor deschise a câștigat "Marele Premiu" și "Trofeul Festivalului" la Festivalul Melodiile anului '86 în anul 1987. "Voi cânta pentru mileniul III" a câștigat premiul I în cadrul Festivalului Mamaia și "Marele Premiu" în cadrul festivalului "Melodii '85" în anul 1986.

## Lista de piese de pe vinil
| #  | Titlu                           | Versuri             | Muzica       | Durată |
| -- | ------------------------------- | ------------------- | ------------ | ------ |
| 01 | „Nu-mi lua iubirea”             | Teodora Popa Mazilu | Marius Țeicu |        |
| 02 | „O dată-n viață”                | Sașa Georgescu      | Marius Țeicu |        |
| 03 | „Voi cânta pentru mileniul III” | Eugen Rotaru        | Marius Țeicu |        |
| 04 | „Aș vrea să înțelegi”           | Sașa Georgescu      | Marius Țeicu |        |
| 05 | „Nu voi putea uita niciodată”   | Eugen Rotaru        | Marius Țeicu |        |
| 06 | „E șah și mat”                  | Sașa Georescu       | Marius Țeicu |        |
| 07 | „E la modă sau nu e?”           | Eugen Rotaru        | Marius Țeicu |        |
| 08 | „Confesiune”                    | Teodora Popa Mazilu | Marius Țeicu |        |
| 09 | „Cuvinte încrucișate”           | Sașa Georgescu      | Marius Țeicu |        |
| 10 | „Cineva”                        | Sașa Georgescu      | Marius Țeicu |        |
| 11 | „Iubește-mă”                    | Eugen Rotaru        | Marius Țeicu |        |

- Piesele 1, 2, 3, 5, 7, 10 și 11 sunt interpretate de Angela Similea, iar piesele 4, 6, 8, 9 sunt interpretat de Marius Țeicu.

## Lista de piese de pe casetă
| #  | Titlu                           | Versuri             | Muzica       | Durată |
| -- | ------------------------------- | ------------------- | ------------ | ------ |
| 01 | „Nu-mi lua iubirea”             | Teodora Popa Mazilu | Marius Țeicu |        |
| 02 | „Nu uita”                       | Eugen Rotaru        | Marius Țeicu |        |
| 03 | „E la modă sau nu e?”           | Eugen Rotaru        | Marius Țeicu |        |
| 04 | „Confesiune”                    | Teodora Popa Mazilu | Marius Țeicu |        |
| 05 | „Cineva”                        | Sașa Georgescu      | Marius Țeicu |        |
| 06 | „Iubește-mă”                    | Eugen Rotaru        | Marius Țeicu |        |
| 07 | "Plouă cu soare"                | Sașa Georgescu      | Marius Țeicu |        |
| 08 | „Voi cânta pentru mileniul III” | Eugen Rotaru        | Marius Țeicu |        |
| 09 | „O dată-n viață”                | Sașa Georgescu      | Marius Țeicu |        |
| 10 | „Cuvinte încrucișate”           | Sașa Georgescu      | Marius Țeicu |        |
| 11 | „Aș vrea să înțelegi”           | Sașa Georgescu      | Marius Țeicu |        |
| 12 | „Nu voi putea uita niciodată”   | Eugen Rotaru        | Marius Țeicu |        |
| 13 | „E șah și mat”                  | Sașa Georescu       | Marius Țeicu |        |

- Piesele 1 2, 3, 5, 6, 8, 9, 12 sunt interpretate de Angela Similea, iar piesele 4, 7, 10, 11 sunt interpretate de Marius Țeicu.